# Sitoèga
Sitoèga est une commune rurale située dans le département de Bokin de la province du Passoré dans la région Nord au Burkina Faso.

## Géographie
Sitoèga est situé à 2,5 km au nord-ouest de Guipa, à 5 km à l'est du centre de Bokin et à environ 50 km à l'est de Yako. La commune est traversée par le route régionale 20 reliant Yako à Kaya.

## Histoire
Sitoèga est le village d'origine de la famille paternelle de Thomas Sankara, qui y séjourna à de nombreuses reprises durant son enfance et vint rendre visite à sa famille jusqu'en août 1987.

## Santé et éducation
Les centres de soins les plus proches de Sitoèga sont le centre de santé et de promotion sociale (CSPS) de Guipa ainsi que le centre médical départemental (CM) de Bokin tandis que le centre médical avec antenne chirurgicale (CMA) de la province se trouve à Yako.
Depuis 2006, le village possède une école primaire constituée de trois classes.